# Буйдинська сільська рада
Буйди́нська сільська рада (рос. Буйдинский сельский совет) — муніципальне утворення у складі Учалинського району Башкортостану, Росія. Адміністративний центр та єдиний населений пункт — село Буйда.

## Історія
До 17 грудня 2004 року сільрада підпорядковувалась Учалинській міські раді, так як місто Учали мало статус міста обласного підпорядкування.

## Населення
Населення — 639 осіб (2019, 764 в 2010, 728 в 2002).